# トルクコンバータ

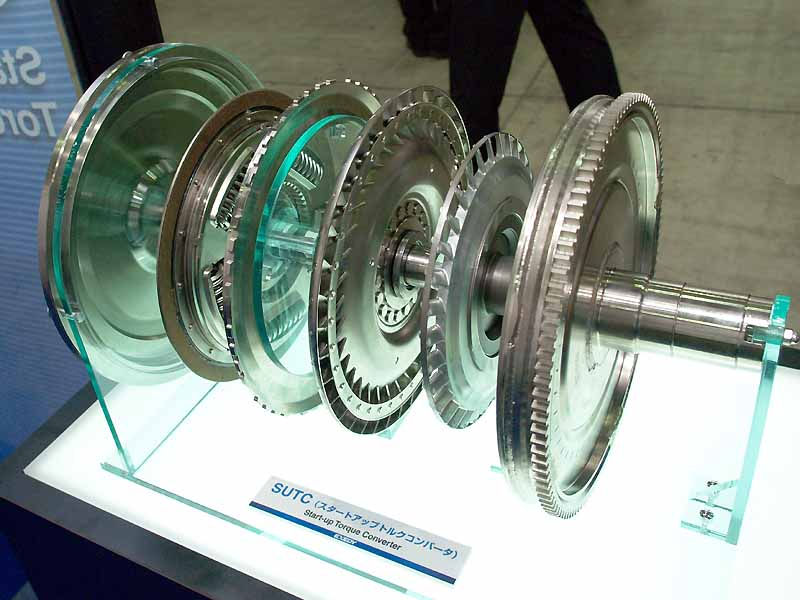
トルクコンバータ構成部品の展開モデル

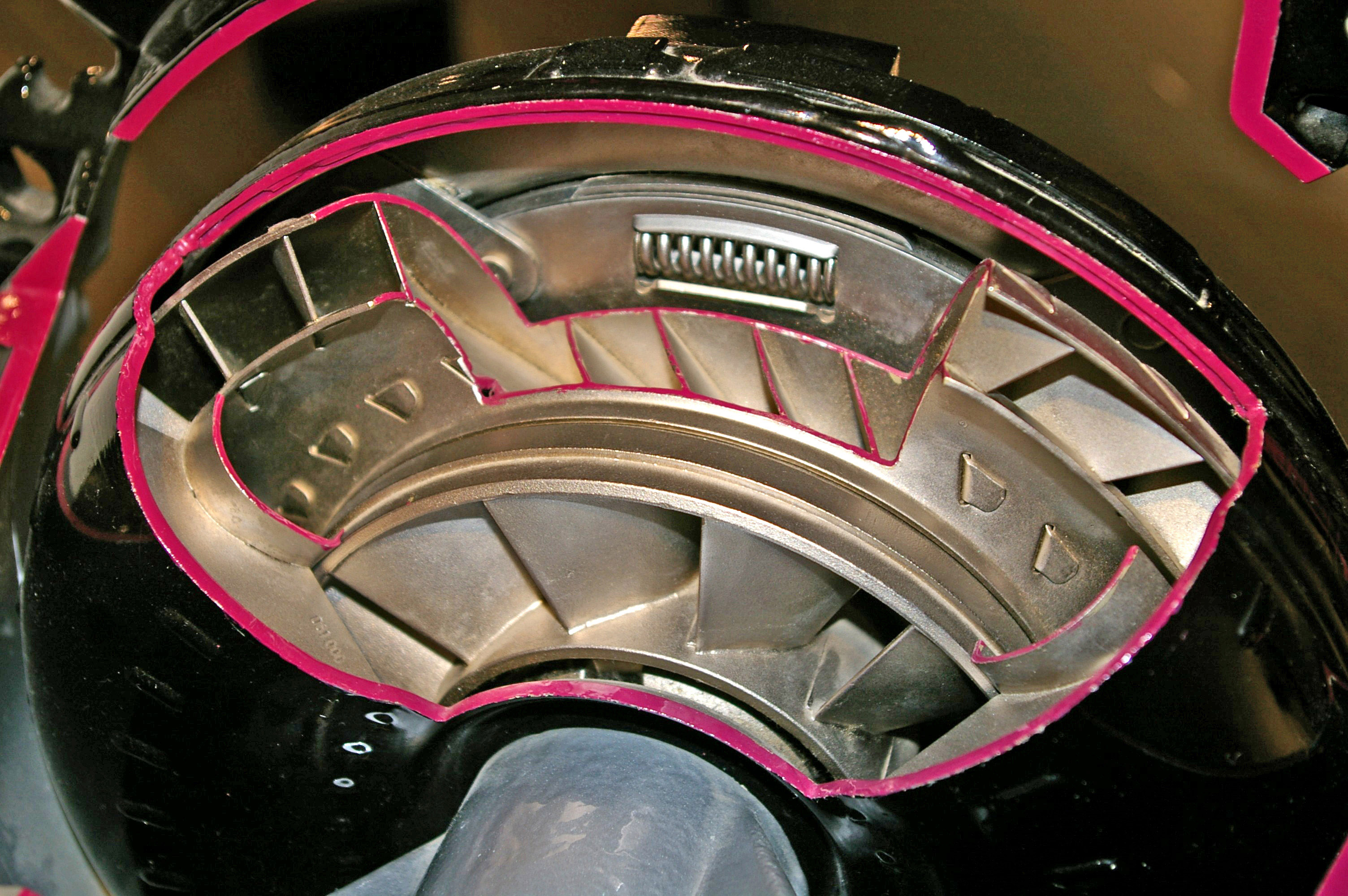
トルクコンバータのカットモデル

トルクコンバータ（英語: torque converter）は、流体の力学的作用を利用した変速機である。「トルコン」と略されることも多い。

## 解説
トルクコンバーターは類似の装置である流体継手とは異なり、入力側と出力側の回転差によりトルクの増幅作用が発生する。これが単なる継手ではなくコンバータ（変換機）と呼ばれる所以である。
流体継手同様、「液体」を介しているため、動作に柔軟性があり、一時的に出力側だけを止めることができるなど、自動クラッチのように利用することもできる。出力軸が停止した状態をストールといい、その間の入力はすべて熱に変換されている。このため、システムによってはオイルクーラー等の液体冷却器が必要となる。機械接続された継ぎ手と比較して、トルクコンバータは負荷が大きくなると滑りが多くなり、伝達効率が落ちる傾向がある。
単体では大きな減速比を効率的に得られないので、幅広い速度域に対応させるためには、機械式の変速機と組み合わせて使われる。
自動車のオートマチックトランスミッションでは重要な部品だが、日産のフーガハイブリッド、 スカイラインハイブリッドなどのように、起動時からトルクが大きく回転制御もたやすい電動機にその役割を代替させ、燃費向上のため省かれる例もある。

## 構造
外殻はトーラス形の容器で、内部はポンプインペラ、タービンランナ、ステータ（固定翼）より構成され、比較的粘度の小さいオイルが満たされ、循環する。
入力側に接続されたポンプインペラがオイルの流れを生み出し、それに向き合ったタービンランナがその流れの慣性力を受けて出力軸を駆動する。
両者の間に位置するステータは、タービンランナからの排出流（戻り）を整流し、残っている運動エネルギーをポンプインペラに還元することでトルク増幅作用を発生させる。
ポンプインペラとタービンランナの回転速度が近づくと（乗り物などでは、ある程度速度が上がった状況）、ステータによるトルク増幅効果が薄れステータ自体がオイル流れの妨げとなるので、ワンウェイクラッチをステータに設けて、ステータをタービンランナと共に回転させ、効率を維持する。
AT専業メーカーであるアイシン・ワーナー（現:アイシン）と日本自動変速機（現:ジヤトコ）が設立された1970年代頃から、本格的な日本メーカーのAT開発が始まり、1973年（昭和48年）のオイルショックを契機に、省資源・省エネルギーが叫ばれた。変速作用が必要ない領域で機械式クラッチにより入出力軸を直結して伝達効率を上げるロックアップ機構ができ、ロックアップ機構がAT装着車に搭載された事で流体の粘性や滑りによるロスを補う燃費性能が確立した。
スポーツ走行での伝達効率をさらに上げるために、既存のATを使いながら制御するコンピュータのプログラムを改良し、1速と変速時以外で常時ロックアップさせる制御も行われている場合がある（レクサスIS-F等）。ロックアップによりトルク増幅作用がなくなることがデメリットとされることがあるが、実際にはトルク増幅作用は伝達ロスで無駄になるエネルギーをトルクとして回収しているものであって、直結となるロックアップ時のロスゼロとは伝達効率の面では比較にならない。なお、常時ロックアップはエンジンのトルク変動が吸収されずに伝わり、特に低速域では振動と騒音が増大することから、適したギア比の設定かつマニュアルシフトのクラッチと同様にロックアップ機構にダンパー機構を持つことが前提となる。
マツダがアクセラで初採用したガソリンエンジンのみでハイブリッドカーに匹敵する燃費を目指したAT「SKYACTIV-DRIVE」でも、伝達効率向上と燃費の抑制を図るため発進直後以外の全変速段で常時ロックアップさせている。ロックアップ時の弊害対策として、制御コンピュータのプログラムの工夫以外にロックアップ機構自体に大容量のダンパー機構を設けている。
ロックアップは伝達効率を向上させるがショック等を生じやすく、快適性を損ないやすい。エンジン回転が千数百回転あたりの低い回転数でロックアップすると、パワートレーンの固有振動数とボディーの共振周波数が近づくため、振動が発生しやすくなる。また、直結の場合、低車速域ではトルク変動が大きくなるため、ダンパーでの吸収にも限界がある。そのため、快適性を確保しつつロックアップ領域を拡大するのは難しかった。そこで従来ロックアップを行わなかった低速領域や減速時に、ロックアップクラッチを微少に滑らせる（スリップさせる）程度に接続し、ロックアップクラッチの摩擦特性に大きく影響するATFもスリップ制御を行うATに対応する品を使用した。これによりロックアップ時により生じるショックを抑制し、快適性と伝達効率の両立を図ったスリップ制御付ロックアップ機構が開発され、ロックアップ領域が低速側に拡大でき、実用域でのロックアップ作動率は大きく向上した。アクセルオフ時にロックアップを行いやすくなりエンジンのフューエルカット機能（エンジン回転数が一定以上でアクセルが切である場合エンジンへの燃料供給が自動で止まり燃料消費を抑制する機能）を使いやすくする、ジャダーの発生確率が少なくなるというメリットもある。各社ATで摩擦材や制御などが異なるため、同じスリップ制御に対応したATFでも仕様の違いが存在する。このため汎用品ではなく純正品もしくは確実な適合確認が取れているATFの使用が好ましい。
無段変速のトルクコンバータ付CVT車では、遠心式や電磁式などの自動クラッチの代わりとしてトルコンを使っているため、停止、低速走行時以外では、ロックアップさせることが一般的である。これらの車種ではロックアップ機構のオンオフがショックとして伝わることがある。トルクコンバーター付CVTにおいても前述のスリップ制御は取り入れられている。CVT以外にも低速走行時の挙動など問題を生じやすいDCTにトルコンを適用する事で対応するケースもある。
以上のように自動車分野においてのトルクコンバータは伝達効率向上、ステップATの多段化、CVTへの適用などから流体継手を含めたトルクコンバータ本来の機能よりもロックアップ運用を前提とした冗長性の高い湿式クラッチという側面が強くなりつつある。このためトルクコンバータに係る要素（ポンプインペラ、タービンランナ、ステータ）の縮小・薄形化、代わりにロックアップに係る要素（クラッチ、ダンパー）が占める割合が大きくなってきている。

## 応用
カウンターシャフトを用いたギア機構や遊星歯車機構と組み合わせて乗用車や鉄道用ディーゼルカー、液体式ディーゼル機関車の自動変速機に用いられる。1990年代後半以降、乗用車用としてはベルト式CVTと組み合わせる例も増えている。この組み合わせでは発進時にトルク増幅効果を活用してレスポンスを向上させることや、クリープなど従来のAT同様の挙動をさせることができる。
なお、日本の鉄道用としては初期には機械式変速機構を持たず、中低速域はすべてトルクコンバータが受け持ち、高速域では直結とする形式（2速手動切替式）が普及していた。この方式は2018年（平成30年）現在も旧国鉄時代に製造された気動車の多くで実用されている（キハ183系・キハ185系・キハ40形など）。詳細は「気動車・ディーゼル機関車の動力伝達方式#液体式（流体式）」を参照。ちなみに鉄道用変速機における「変速」と「直結」の表現は自動車における「変速」（変速比＞1.000）と「直結」（変速比＝1.000）とは異なり、「変速」はトルクコンバータを用いた動力伝達、「直結」はロックアップによる動力伝達を指す。
また大型自動車の補助ブレーキとして搭載される流体式リターダはこのトルクコンバータを応用したものである。